# ࢧ
Mīm trois points suscrits ‹ ࢧ › est une lettre additionnelle de l’alphabet arabe utilisée dans l’écriture des langues tchadiennes écrites avec l’alphabet national tchadien comme le mundang. Elle est composée d’un mīm ‹ م › diacrité de trois points suscrits.

## Utilisation
Dans l’alphabet national tchadien, ‹ ࢧ › représente une consonne occlusive labiale-vélaire voisée [ⱱ].